# Richibucto
Richibucto är en ort i Kanada.   Den ligger i provinsen New Brunswick, i den östra delen av landet, 800 km öster om huvudstaden Ottawa. Richibucto ligger 5 meter över havet och antalet invånare är 1 298.
Terrängen runt Richibucto är mycket platt. Runt Richibucto är det ganska glesbefolkat, med 28 invånare per kvadratkilometer.. Richibucto är det största samhället i trakten. 
I omgivningarna runt Richibucto växer i huvudsak blandskog.